# Lage Thunberg

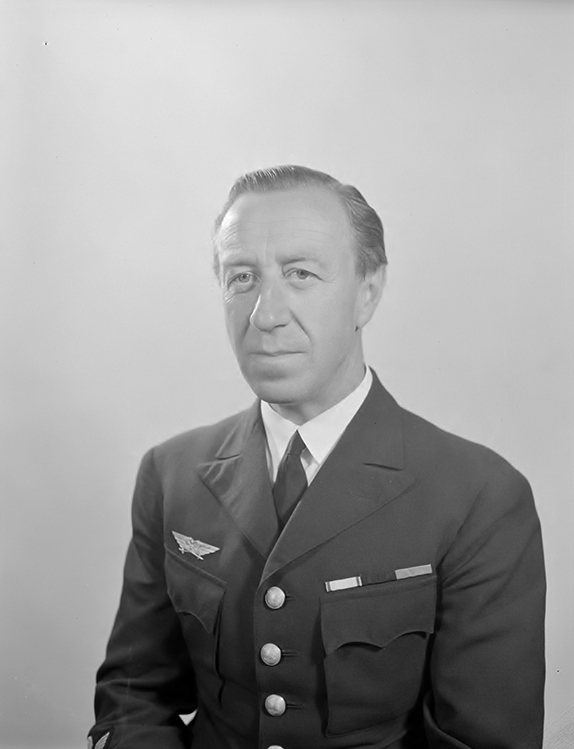
Lage Thunberg (1961)

Lage Gustaf Harald Thunberg (* 22. März 1905 in Mörlunda; † 28. September 1997 in Lidingö) war ein schwedischer Generalleutnant.

## Leben
Lage Thunberg wuchs in der Provinz Kalmar auf und trat 1926 in die schwedische Infanterie ein. 1933 wechselte er zu den Luftstreitkräften. Während seiner Dienstzeit war er Kommandeur der Offizierschule (1939–1943), Leiter des Verbandes F 13 in Norrköping/Bråvalla von 1944 bis 1947 und Kommandant der 3. Flygeskadern von 1958 bis 1960. Von 1961 bis 1968 war er Kommandeur der schwedischen Luftstreitkräfte und ging 1977 in den Ruhestand.